# Premios Sant Jordi de Cinematografía
Los  Premios Sant Jordi de Cinematografía —inicialmente denominados Premios San Jorge de Cinematografía— son unos de los galardones cinematográficos más antiguos de España. Son concedidos anualmente por Radio Nacional de España (RNE) a través de su delegación en Barcelona desde 1957, y carecen de dotación económica.

## Creación
El 4 de octubre de 1954 se emite el primer programa de Cine Fórum por las antenas de Radio Nacional de España. En 1957 los críticos cinematográficos impulsores del programa —Jorge Torras y Esteban Bassols— tuvieron la idea de conceder unos premios cinematográficos que reconocieran la calidad del cine español y extranjero. La empresa, a través de su delegación en Barcelona, asumió la idea. El escultor Luis Terricabras diseñó una escultura en hierro que representara a San Jorge. El 23 de abril de ese mismo año se entregaron los primeros Premios San Jorge de cinematografía, como así fueron denominados. Durante la Transición, el nombre fue cambiado al actual de Premios Sant Jordi. La mayoría de los galardones son otorgados por un jurado compuesto por críticos pertenecientes a los medios de comunicación radicados en Barcelona.

## Jurado
El jurado de los premios Sant Jordi propiamente dichos está compuesto por críticos cinematográficos de los medios de comunicación presentes en Barcelona. Entre dichos medios se puede citar a revistas especializadas como Fotogramas, Imágenes de Actualidad, Caimán, Mondosonoro, Dirigido por, Cahiers du Cinéma o La Guía del Ocio; diarios generalistas como ABC, El Punt Avui, La Vanguardia, El Mundo, La Razón, Ara, El Periódico de Catalunya o La Mañana; cadenas de televisión como Televisión Española, TV3 o Barcelona Televisió; agencias de noticias, como EFE; y emisoras de radio como la propia RNE o COM Ràdio.

## Premios vigentes
En la edición de 2022 se entregaron premios en diez categorías distintas que se pueden clasificar en tres grupos:

### Premios al cine español
- Mejor película española, existente desde la primera edición de los premios, cuando lo ganó la película Calle Mayor, dirigida por Juan Antonio Bardem.[5]
- Mejor actriz española.
- Mejor actor español.
- Mejor ópera prima española.

### Premios al cine extranjero
- Mejor película extranjera, que también se viene entregando desde 1957.
- Mejor actriz en película extranjera.
- Mejor actor en película extranjera.

### Premios especiales
- Premio especial a la industria cinematográfica.
- Premio especial a la trayectoria profesional, creado en el año 2000.[6]
- Premio de honor o especial.

## Premios extraordinarios
En diversas ocasiones y de forma no regular se concedieron premios especiales del jurado que no se corresponden a los vigentes. Este fue el caso de la revista Fotogramas con motivo de cumplir su 60 aniversario, o del de los programas radiofónicos La claqueta de Radio Marca y Va de cine de Ràdio 4 en la edición de 2008 por cumplir veinticinco años en antena. En bastantes ocasiones, tales premios fueron denominados «Premio especial del jurado». En la edición de 2000, Pedro Almodóvar recibió uno de estos premios por la repercusión internacional de su obra y su aportación al hecho cinematográfico.
En la edición de 2006, por ser la número 50, se concedió un premio extraordinario a la mejor película de entre las que habían sido galardonadas con un Sant Jordi o San Jorge en los últimos veinticinco años. El premio fue a parar a Unforgiven, dirigida en 1992 por Clint Eastwood.

## Premios desaparecidos
En ediciones pasadas se concedieron premios en categorías que posteriormente desaparecieron. Es el caso de los premios al mejor director, mejor guion o mejor fotografía, tanto en sus modalidades de cine español como en las de cine extranjero, que fueron concedidos en los primeros años.
Durante los años 1960 se concedía un denominado «Gran Premio San Jorge» que se decidía entre las dos ganadoras de los premios San Jorge a la mejor película española y a la mejor película extranjera, pero dejó de entregarse en esa década.
También hubo una época en la que se concedía un único premio a la mejor interpretación en película española y otro a la interpretación en película extranjera sin distinción de sexo, pudiendo recaer el premio en un actor o una actriz indistintamente. En tales ocasiones no fueron entregados premios a los mejores actores y actrices nacionales y extranjeros. Otros premios que dejaron de entregarse fueron los que distinguían a la mejor sala de exhibición de Barcelona, a la mejor sala de arte y ensayo, al mejor cineclub de Cataluña, al mejor cortometraje o a la mejor película infantil.

## Rosas de Sant Jordi
Paralelamente a los premios Sant Jordi propiamente dichos, y desde la edición de 1988, son concedidos también los galardones denominados «Rosas de Sant Jordi». Sus destinatarios son decididos por los oyentes de Ràdio 4 mediante votación, y se otorgan en las modalidades de mejor película española y mejor película extranjera.

## Ediciones
| Ediciones |
| 1.ª edición · 2.ª edición · 3.ª edición · 4.ª edición · 5.ª edición · 6.ª edición · 7.ª edición · 8.ª edición · 9.ª edición · 10.ª edición · 11.ª edición · 12.ª edición · 13.ª edición · 14.ª edición · 15.ª edición · 16.ª edición · 17.ª edición · 18.ª edición · 19.ª edición · 20.ª edición · 21.ª edición · 22.ª edición · 23.ª edición · 24.ª edición · 25.ª edición · 26.ª edición · 27.ª edición · 28.ª edición · 29.ª edición · 30.ª edición · 31.ª edición · 32.ª edición · 33.ª edición · 34.ª edición · 35.ª edición · 36.ª edición · 37.ª edición · 38.ª edición · 39.ª edición · 40.ª edición · 41.ª edición · 42.ª edición · 43.ª edición · 44.ª edición · 45.ª edición · 46.ª edición · 47.ª edición · 48.ª edición · 49.ª edición · 50.ª edición · 51.ª edición · 52.ª edición · 53.ª edición · 54.ª edición · 55.ª edición · 56.ª edición · 57.ª edición · 58.ª edición · 59.ª edición · 60.ª edición · 61.ª edición · 62.ª edición · 63.ª edición · 64.ª edición · 65.ª edición · 66.ª edición · 67.ª edición · 68.ª edición · 69.ª edición · |